# Sam Rivers (Saxophonist)

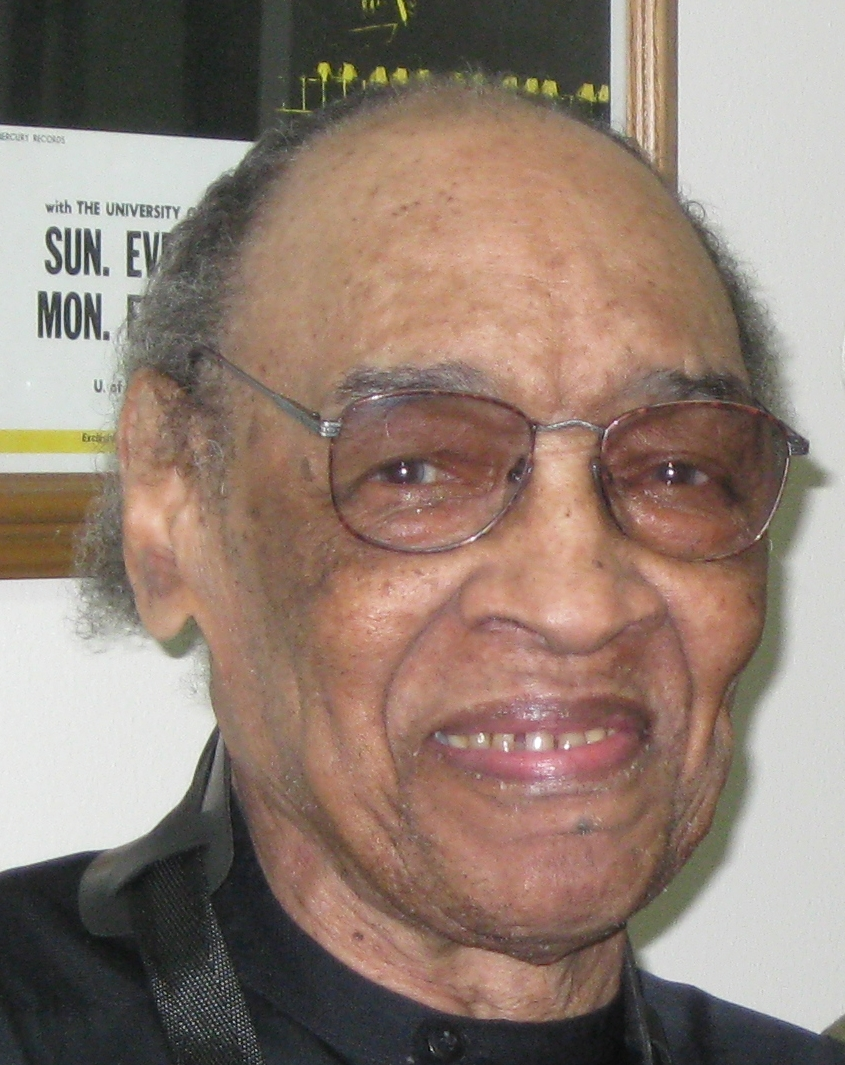
Sam Rivers (2011)

Samuel „Sam“ Carthorne Rivers (* 25. September 1923 in El Reno, Oklahoma; † 26. Dezember 2011 in Orlando, Florida) war ein US-amerikanischer Jazzmusiker (Tenor- und Sopransaxophon, Piano, Flöte, Komposition).

## Leben

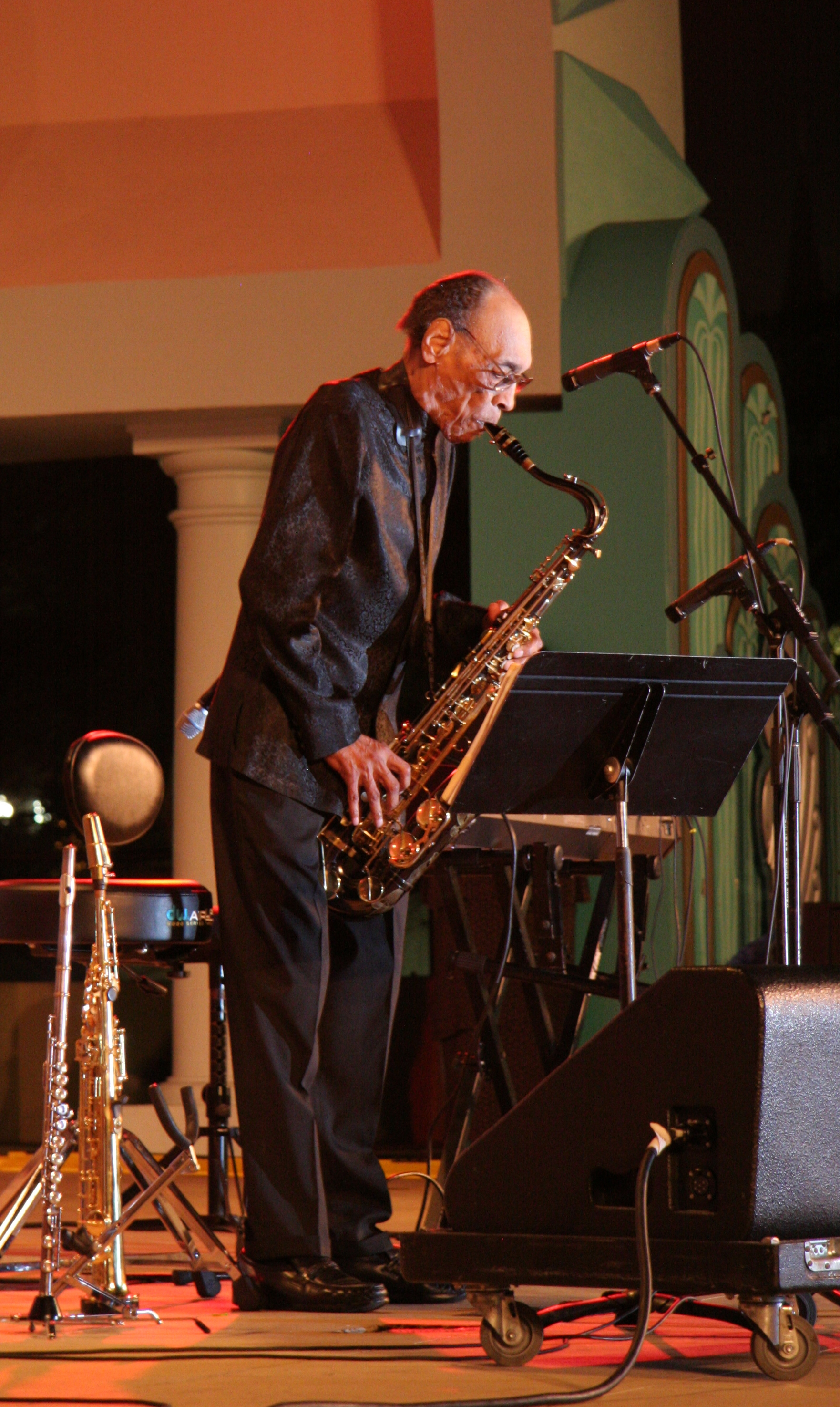
Sam Rivers (2008. Lake Eola, Orlando)

Rivers stammt aus einer musikalischen Familie. Sein Großvater Marshall W. Taylor veröffentlichte 1882 eine Sammlung von Erweckungshymnen und Melodien, die auf Plantagen gesungen werden. Die Mutter war Pianistin, der Vater war Gospelsänger und sang bei den Fisk Jubilee Singers und beim Silverstone Quartet. Im Alter von fünf Jahren begann Rivers mit dem Piano, lernte dann Geige und Altsaxophon und spielte mit zwölf Jahren in einer Marschkapelle Sopransaxophon. Am texanischen Jarvis Christian College lernte er dann Tenorsaxophon. Nach dem Wehrdienst studierte er ab 1947 am Boston Conservatory Komposition, Bratsche und Violine. Nachts arbeitete er derweil in einer Bar als Saxophonist; er spielte auch mit Quincy Jones, Jaki Byard, Joe Gordon, Tadd Dameron und Herb Pomeroy. Zwischen 1955 und 1957 lebte er in Florida, wo er an Jazz & Lyrikprogrammen teilnahm und mit Sängern und Tänzern zusammenarbeitete. Außerdem begleitete er Billie Holiday bei ihren Live-Auftritten. 1958 arbeitete er wieder in Boston bei Herb Pommeroy und hatte ein eigenes Quartett (Schlagzeuger war der junge Tony Williams).
Zu Beginn der 1960er-Jahre setzte sich Rivers mit der Musik von Ornette Coleman und Cecil Taylor auseinander; gleichzeitig leitete er eine Band, die Gastauftritte von B. B. King oder Wilson Pickett begleitete und ging mit T-Bone Walker auf Tournee. 1964 arbeitete er sechs Monate lang bei Miles Davis und ging mit diesem auf Tournee durch die Vereinigten Staaten und Japan (Miles in Tokyo). Anschließend kam er bei Blue Note unter Vertrag und nahm mit Jaki Byard, Herbie Hancock und Freddie Hubbard Platten als Bandleader auf, war aber auch auf Platten von Tony Williams, Andrew Hill, Larry Young und Bobby Hutcherson (Dialogue) zu hören.
1967 zog er nach New York City, um in seinem Loft-Studio in Harlem zu unterrichten. Zwischen 1968 und 1973 spielte er bei Cecil Taylor. Seit 1968 war er zudem Hauskomponist bei der Harlem Opera Society. 1971 erweiterten er und seine Frau Bea ihr Rivbea-Studio zu einem Auftrittsstudio, in dem Rivers Bands befreundeter Musiker aus der Loftszene vorstellte (Wildflowers – The New York Jazz Loft Sessions 1976), aber auch mit seiner eigenen Gruppe und Gastmusikern wie Dewey Redman, Clifford Jordan oder Sonny Fortune auftrat. 1975 arbeitete er mit dem Sinfonieorchester von San Francisco. 1978 konnte er auf dem Newport Jazz Festival die World of Sam Rivers vorstellen. Mit Dave Holland trat er auch in Europa im Duo und im Trio auf; mit Holland und Barry Altschul entstand das Album The Quest. Seit Mitte der 1970er Jahre widmete er sich mehr dem Piano und der Flöte und pflegte häufig in einem Set auf seinen vier Hauptinstrumenten jeweils ein Stück zu spielen. Zu hören war er auch auf Barry Altschuls Album You Can’t Name Your Own Tune (1977). In den späten 1980er-Jahren war er auch mit Dizzy Gillespie unterwegs. Zuletzt lebte Rivers bei Orlando, Florida, und arbeitete mit seinem Trio A (Anthony Cole und Doug Matthews).
Rivers war zeitweise auch als Hochschullehrer tätig; so lehrte er an der Wesleyan University.

## Diskografische Hinweise
- Fuchsia Swing Song, Blue Note 1964.
- Contours, Blue Note 1965.
- A New Conception, Blue Note
- Crystals, a large ensemble work, Impulse! Records, 1974
- Waves, Tomato, 1978.
- Live in Vancouver, 1979, ed. 2017
- Inspiration, RCA Victor, 1999.
- Culmination, RCA Victor, 2000.
- Sam Rivers and the Rivbea Orchestra — Trilogy, Mosaic, 2008/09
- Celebration, Posi-Tone Records, 2011
- Emanation (1971, ed. 2019), Cecil McBee, Norman Connors
- Zenith (1977, ed. 2019)
- Ricochet. (NoBusiness, Archive Series. Volume 3, ed. 2020), mit Dave Holland, Barry Altschul
- Sam Rivers Trio: Caldera (Archive Series. Volume 6, NoBusiness Records, 2022)

## Sammlung
- The Complete Blue Note Sam Rivers Sessions (1964–67). Mosaic, 1996 – 5 LPs oder 3 CDs mit Jaki Byard, Ron Carter, Tony Williams, Freddie Hubbard, Herbie Hancock, Joe Chambers, Hal Galper, Herbie Lewis, Steve Ellington, James Spaulding, Donald Byrd, Julian Priester, Cecil McBee.